# IC 4058
IC 4058 је спирална галаксија у сазвјежђу Береникина коса која се налази на листи објеката дубоког неба у Индекс каталогу.
Деклинација објекта је + 19° 29' 38" а ректасцензија 13h 1m 9,3s. Привидна величина (магнитуда) објекта IC 4058 износи 15,0 а фотографска магнитуда 15,8. IC 4058 је још познат и под ознакама Reiz 3135.